# Jasper (Missouri)
Jasper és una població del comtat de Jasper a l'estat de Missouri (Estats Units). Segons el cens del 2000 tenia 1.011 habitants.

## Demografia
Segons el cens del 2000, Jasper tenia 1.011 habitants, 409 habitatges, i 271 famílies. La densitat de població era de 354,9 habitants per km².
Dels 409 habitatges en un 31,5% hi vivien nens de menys de 18 anys, en un 51,8% hi vivien parelles casades, en un 11,5% dones solteres, i en un 33,7% no eren unitats familiars. En el 30,6% dels habitatges hi vivien persones soles el 16,4% de les quals corresponia a persones de 65 anys o més que vivien soles. El nombre mitjà de persones vivint en cada habitatge era de 2,45 i el nombre mitjà de persones que vivien en cada família era de 3,01.
Per edats la població es repartia de la següent manera: un 28,3% tenia menys de 18 anys, un 9,2% entre 18 i 24, un 23,4% entre 25 i 44, un 22% de 45 a 60 i un 17,1% 65 anys o més.
L'edat mediana era de 38 anys. Per cada 100 dones de 18 o més anys hi havia 84,9 homes.
La renda mediana per habitatge era de 27.650 $ i la renda mediana per família de 31.667 $. Els homes tenien una renda mediana de 26.304 $ mentre que les dones 19.219 $. La renda per capita de la població era de 17.067 $. Entorn del 10,6% de les famílies i el 12,4% de la població estaven per davall del llindar de pobresa.

## Poblacions més properes
El següent diagrama mostra les poblacions més properes.